# 弧矢增卅
HD 63215，又名CD-37 3886，SAO 198416、HR 3022，是一颗船尾座的恒星，视星等为5.88，位于銀經252.45，銀緯-6.56，其B1900.0坐标为赤經7h 42m 36.4s，赤緯-37° -6.56′ 21″。